# Pumi (perro)
El pumi es una raza canina de tamaño pequeño a mediano originaria de Hungría. Son perros pastores capaces de reunir y trabajar cerca del ganado de la granja, especialmente ovejas, para mantenerlas bajo control. Los pumis tienen un hocico extendido y cónico con orejas prominentes y una cola enrollada sobre la espalda, y a veces se les describe con una expresión caprichosa. La doble capa (negra, blanca, gris o leonada) tiene una mezcla de pelo ondulado y rizado.[cita requerida]
Se cree que el pumi surgió del cruce del puli con perros pastores franceses y alemanes a partir del siglo XVII. El estándar internacional de la raza se aprobó en 1935. El pumi se convirtió en una raza oficialmente reconocida en los Estados Unidos en 2011 y en el Reino Unido en 2015.[cita requerida] Hay más de 2000 pumis registrados en Hungría, con poblaciones notables en Finlandia y Suecia y un número pequeño pero creciente de registros en los Estados Unidos, el Reino Unido y Alemania.[cita requerida]

## Descripción

### Apariencia
La mayor parte de los pumis son grises con cualquier escala de gris aceptada en las exhibiciones caninas. Los pumis grises nacen negros pero empiezan a clarear gradualmente a partir de las 6 u 8 semanas.
El color final puede predecirse por el color de sus progenitores. También se aceptan colores negro, blanco y maszkos fakó, que es un color entre amarillo y marrón con una máscara más oscura.
El manto es rizado, de pelo grueso y longitud media, aproximadamente 7 cm con un suave manto interior. Debe peinarse cada pocas semanas y cortarse cada 2 a 4 meses
La principal marca del pumi son sus orejas, siempre alerta y muy vivas, siempre están erguidas y con la punta doblada hacia abajo. Están recubiertas de pelo más largo que en el resto del cuerpo.
El pumi es un perro de cuerpo ligero, con una cabeza larga y fina. El hocico ocupa un 45% de la longitud de su cabeza. La depresión fronto-nasal o stop es bastante pronunciada y el cráneo es plano visto desde un lateral. Los ojos son pequeños, oscuros y ligeramente oblicuos y sus movimientos son vivos y energéticos, como los del perro.
El macho tiene 41 a 47 cm de alto y pesa de 10 a 15 kg, la hembra mide entre 38 y 44 cm y pesa de 8 a 13 kg

### Temperamento
El pumi puede ser muy protector con su propia familia pero siempre reservado con los que no conoce, así que la socialización debe comenzar desde el principio de su vida. Se trata de una raza viva y activa, inteligente y que ladra fácilmente. Son moderadamente fáciles para entrenar sobre todo utilizando juguetes y comida.

## Salud
Disfrutan de una buena salud con una expectativa de vida de entre 12 y 14 años, aunque se conoce de casos con 19 años de vida al morir. Problemas conocidos son la displasia de cadera y la luxación de rótula.
Los mejores registros de salud se encuentran en Finlandia y Suecia y el 80% de los pumis nacen con caderas sanas.

## Utilización
El pumi se utilizaba originalmente como perro pastor, pero ahora la mayor parte de ellos corren en agility y entrenamientos de obediencia, aunque también pueden ser entrenados para detección y búsqueda y rescate.

## Galería

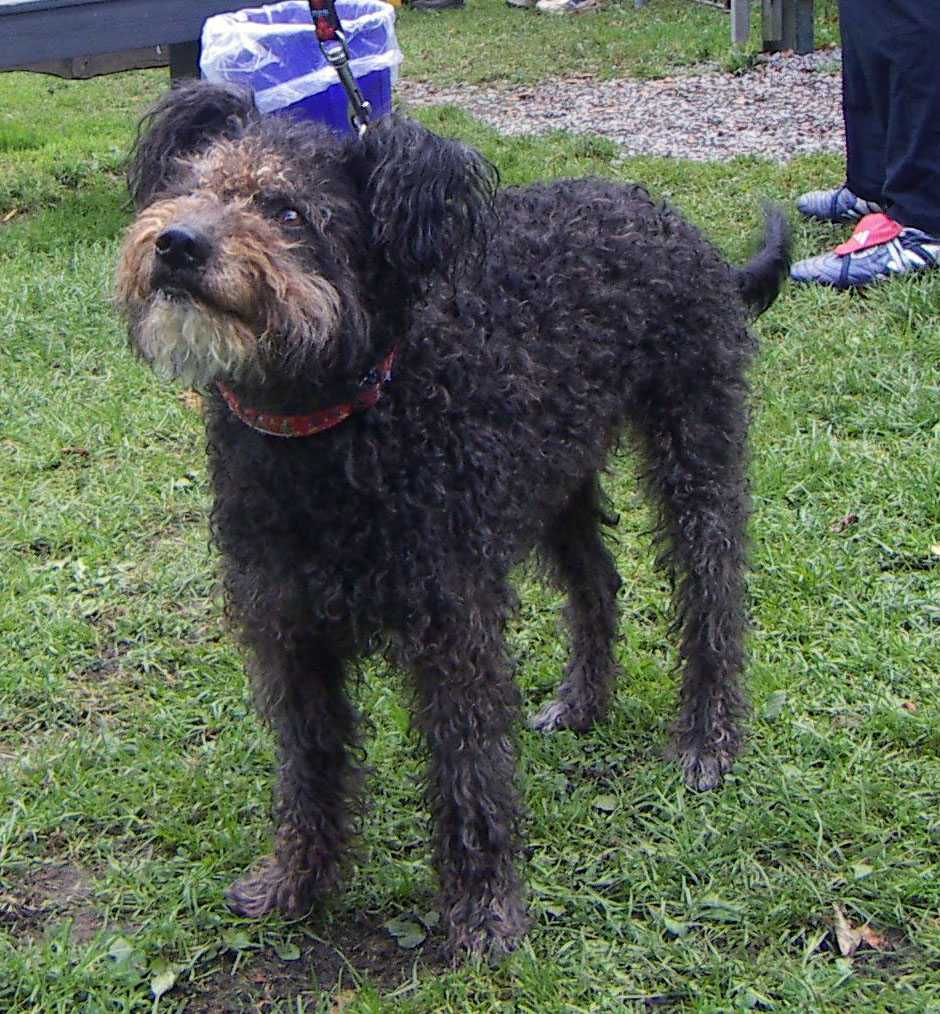
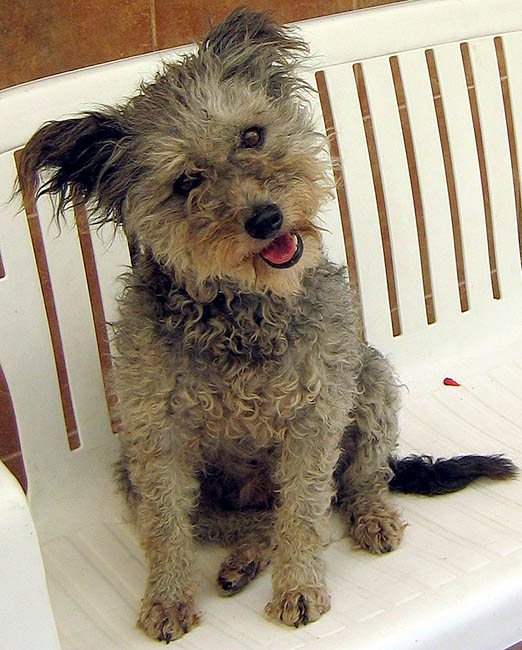
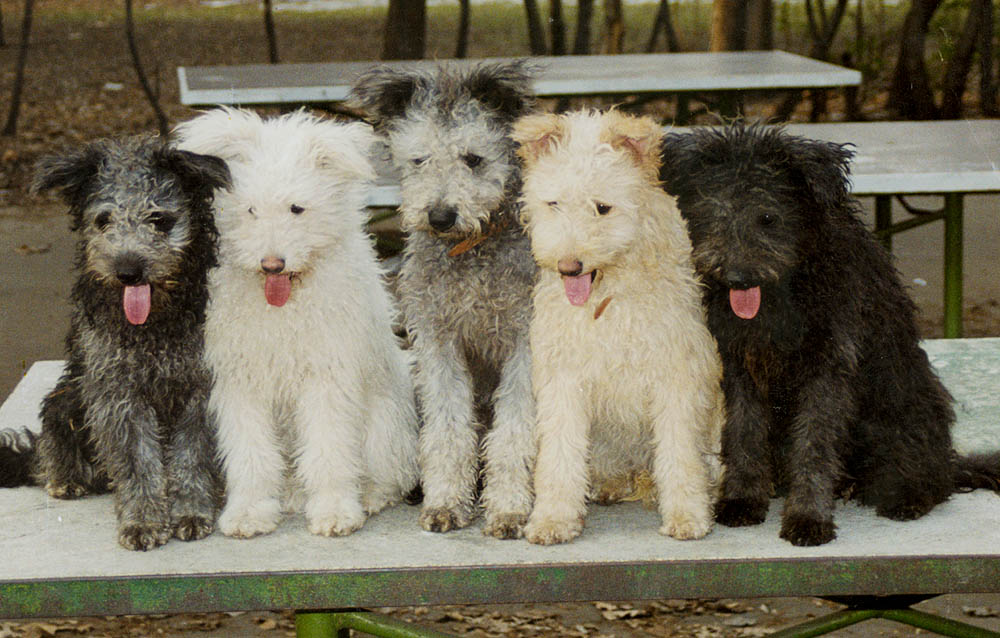
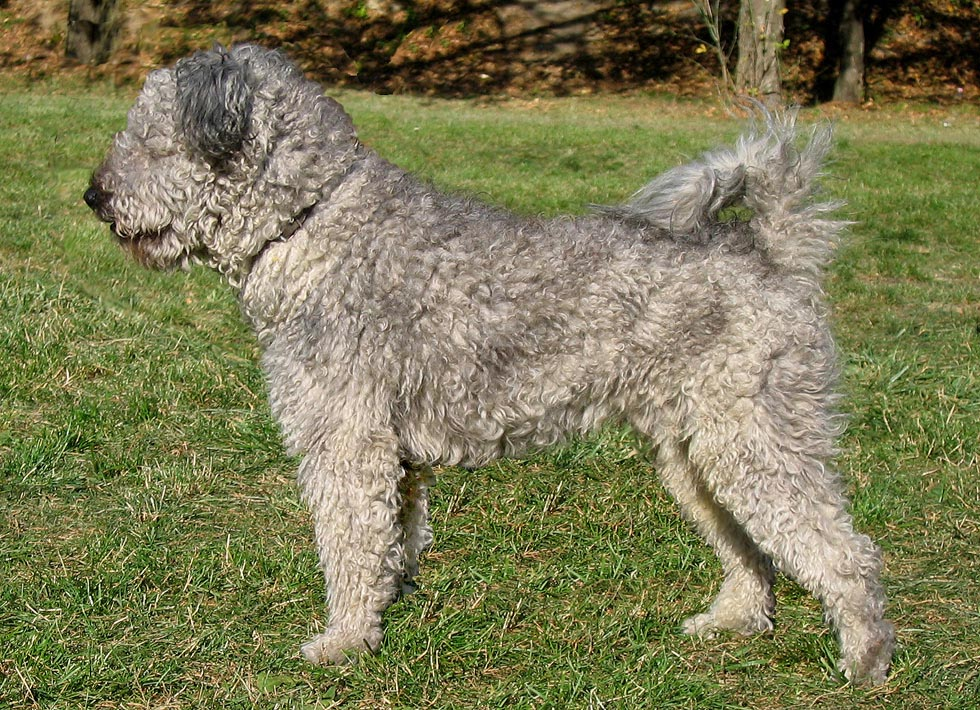